# НХЛ у сезоні 1978—1979
НХЛ у сезоні 1978/1979 — 62-й регулярний чемпіонат НХЛ. Сезон стартував 11 жовтня 1978. Закінчився фінальним матчем Кубка Стенлі 21 травня 1979 між Монреаль Канадієнс та Нью-Йорк Рейнджерс перемогою «Канадієнс» 4:1 в матчі та 4:1 в серії. Це була 22 перемога в Кубку Стенлі «канадців».

## Огляд
Перед початком сезону об'єднались два клуби, це Клівленд Баронс та Міннесота Норт-Старс, таким чином ліга вперше з сезону 1941—1942 скоротилась до 17 клубів. Нова команда залишилась базуватись у Міннесоті.
Замість традиційного матчу зірок пройшов Кубок виклику між збірними Національної хокейної ліги і Радянського Союзу. Матчі проходили 8, 10 та 11 лютого 1979 року на льодовій арені «Медісон-сквер-гарден» у Нью-Йорку. За команду НХЛ, окрім канадських, виступали і шведські хокеїсти (Сальмінг, Хедберг, Нільссон). Ініціатором проведення міні-турніру був президент НХЛ Джон Зіглер. На тиждень був призупиненний регулярний чемпіонат. Північноамериканські вболівальники визначили перший склад «Усіх зірок НХЛ». До нього ввійшли: воротар — Тоні Еспозіто; захисники — Леррі Робінсон, Деніс Потвін; нападники — Гі Лефлер, Боббі Кларк, Стів Шатт. Лефлер отримав найбільшу кількість голосів (176 706). Очолили збірну господарів Скотті Боумен і Клод Руель із «Монреаль Канадієнс». Збірна СРСР перемогла в серії 2:1.

## Драфт НХЛ
16-ий драфт НХЛ. У 22-х раундах було обрано 234 хокеїста. Першим номером драфту став Боббі Сміт, якого обрав клуб «Міннесота Норт-Старс».

## Підсумкові турнірні таблиці
| Конференція Принца Уельського |    |    |    |    |     |     |     |
| Дивізіон Адамса               |    |    |    |    |     |     |     |
| Команда                       | І  | В  | П  | Н  | ШЗ  | ШП  | О   |
| Бостон Брюїнс                 | 80 | 43 | 23 | 14 | 316 | 270 | 100 |
| Баффало Сейбрс                | 80 | 36 | 28 | 16 | 280 | 263 | 88  |
| Торонто Мейпл-Ліфс            | 80 | 34 | 33 | 13 | 267 | 252 | 81  |
| Міннесота Норт-Старс          | 80 | 28 | 40 | 12 | 257 | 289 | 68  |
| Дивізіон Норріса              |    |    |    |    |     |     |     |
| Команда                       | І  | В  | П  | Н  | ШЗ  | ШП  | О   |
| Монреаль Канадієнс            | 80 | 52 | 17 | 11 | 337 | 204 | 115 |
| Піттсбург Пінгвінс            | 80 | 36 | 31 | 13 | 281 | 279 | 85  |
| Лос-Анджелес Кінгс            | 80 | 34 | 34 | 12 | 292 | 286 | 80  |
| Вашингтон Кепіталс            | 80 | 24 | 41 | 15 | 273 | 338 | 63  |
| Детройт Ред-Вінгс             | 80 | 23 | 41 | 16 | 252 | 295 | 62  |

| Конференція Кларенса Кемпбела |    |    |    |    |     |     |     |
| Дивізіон Патрик               |    |    |    |    |     |     |     |
| Команда                       | І  | В  | П  | Н  | ШЗ  | ШП  | О   |
| Нью-Йорк Айлендерс            | 80 | 51 | 15 | 14 | 358 | 214 | 116 |
| Філадельфія Флайєрс           | 80 | 40 | 25 | 15 | 281 | 248 | 95  |
| Нью-Йорк Рейнджерс            | 80 | 40 | 29 | 11 | 316 | 292 | 91  |
| Атланта Флеймс                | 80 | 41 | 31 | 8  | 327 | 280 | 90  |
| Дивізіон Смайт                |    |    |    |    |     |     |     |
| Команда                       | І  | В  | П  | Н  | ШЗ  | ШП  | О   |
| Чикаго Блек Гокс              | 80 | 29 | 36 | 15 | 244 | 277 | 73  |
| Ванкувер Канакс               | 80 | 25 | 42 | 13 | 217 | 291 | 63  |
| Сент-Луїс Блюз                | 80 | 18 | 50 | 12 | 249 | 348 | 48  |
| Колорадо Рокіз                | 80 | 15 | 53 | 12 | 210 | 331 | 42  |

## Найкращі бомбардири
| Гравець        | Команда       | І  | Г  | П  | О   | ШХ  |
| -------------- | ------------- | -- | -- | -- | --- | --- |
| Браян Троттьє  | Н-Й Айлендерс | 76 | 47 | 87 | 134 | 50  |
| Марсель Діонн  | Лос-Анджелес  | 80 | 59 | 71 | 130 | 30  |
| Гі Лафлер      | Монреаль      | 80 | 52 | 77 | 129 | 28  |
| Майк Боссі     | Н-Й Айлендерс | 80 | 69 | 57 | 126 | 25  |
| Боб Мак-Міллан | Атланта       | 79 | 37 | 71 | 108 | 14  |
| Гі Шуїнар      | Атланта       | 80 | 50 | 57 | 107 | 14  |
| Деніс Потвін   | Н-Й Айлендерс | 73 | 31 | 70 | 101 | 58  |
| Берні Федерко  | Сент-Луїс     | 74 | 31 | 64 | 95  | 14  |
| Дейв Тейлор    | Лос-Анджелес  | 78 | 43 | 48 | 91  | 124 |
| Кларк Джилліс  | Н-Й Айлендерс | 75 | 35 | 56 | 91  | 68  |

## Плей-оф

### Попередній раунд
| Філадельфія Флайєрс та Ванкувер Канакс | Філадельфія Флайєрс та Ванкувер Канакс | Філадельфія Флайєрс та Ванкувер Канакс | Філадельфія Флайєрс та Ванкувер Канакс | Філадельфія Флайєрс та Ванкувер Канакс | Філадельфія Флайєрс та Ванкувер Канакс | Філадельфія Флайєрс та Ванкувер Канакс |
| Дата                                   | Господарі                              | Господарі                              | Гості                                  | Гості                                  | Примітки                               |                                        |
| -------------------------------------- | -------------------------------------- | -------------------------------------- | -------------------------------------- | -------------------------------------- | -------------------------------------- | -------------------------------------- |
| 10 квітня                              | Ванкувер                               | 3                                      | 2                                      | Філадельфія                            |                                        |                                        |
| 12 квітня                              | Філадельфія                            | 6                                      | 4                                      | Ванкувер                               |                                        |                                        |
| 14 квітня                              | Ванкувер                               | 2                                      | 7                                      | Філадельфія                            |                                        |                                        |
| Філадельфія виграла серію 2:1.         |                                        |                                        |                                        |                                        |                                        |                                        |

| Нью-Йорк Рейнджерс та Лос-Анджелес Кінгс | Нью-Йорк Рейнджерс та Лос-Анджелес Кінгс | Нью-Йорк Рейнджерс та Лос-Анджелес Кінгс | Нью-Йорк Рейнджерс та Лос-Анджелес Кінгс | Нью-Йорк Рейнджерс та Лос-Анджелес Кінгс | Нью-Йорк Рейнджерс та Лос-Анджелес Кінгс | Нью-Йорк Рейнджерс та Лос-Анджелес Кінгс |
| Дата                                     | Господарі                                | Господарі                                | Гості                                    | Гості                                    | Примітки                                 |                                          |
| ---------------------------------------- | ---------------------------------------- | ---------------------------------------- | ---------------------------------------- | ---------------------------------------- | ---------------------------------------- | ---------------------------------------- |
| 10 квітня                                | Лос-Анджелес                             | 1                                        | 7                                        | Н-Й Рейнджерс                            |                                          |                                          |
| 12 квітня                                | Н-Й Рейнджерс                            | 2                                        | 1                                        | Лос-Анджелес                             | OT                                       |                                          |
| Н-Й Рейнджерс виграв серію 2:0.          |                                          |                                          |                                          |                                          |                                          |                                          |

| Атланта Флеймс та Торонто Мейпл-Ліфс | Атланта Флеймс та Торонто Мейпл-Ліфс | Атланта Флеймс та Торонто Мейпл-Ліфс | Атланта Флеймс та Торонто Мейпл-Ліфс | Атланта Флеймс та Торонто Мейпл-Ліфс | Атланта Флеймс та Торонто Мейпл-Ліфс | Атланта Флеймс та Торонто Мейпл-Ліфс |
| Дата                                 | Господарі                            | Господарі                            | Гості                                | Гості                                | Примітки                             |                                      |
| ------------------------------------ | ------------------------------------ | ------------------------------------ | ------------------------------------ | ------------------------------------ | ------------------------------------ | ------------------------------------ |
| 10 квітня                            | Торонто                              | 2                                    | 1                                    | Атланта                              |                                      |                                      |
| 12 квітня                            | Атланта                              | 4                                    | 7                                    | Торонто                              |                                      |                                      |
| Торонто виграв серію 2:0.            |                                      |                                      |                                      |                                      |                                      |                                      |

| Баффало Сейбрс та Піттсбург Пінгвінс | Баффало Сейбрс та Піттсбург Пінгвінс | Баффало Сейбрс та Піттсбург Пінгвінс | Баффало Сейбрс та Піттсбург Пінгвінс | Баффало Сейбрс та Піттсбург Пінгвінс | Баффало Сейбрс та Піттсбург Пінгвінс | Баффало Сейбрс та Піттсбург Пінгвінс |
| Дата                                 | Господарі                            | Господарі                            | Гості                                | Гості                                | Примітки                             |                                      |
| ------------------------------------ | ------------------------------------ | ------------------------------------ | ------------------------------------ | ------------------------------------ | ------------------------------------ | ------------------------------------ |
| 10 квітня                            | Піттсбург                            | 4                                    | 3                                    | Баффало                              |                                      |                                      |
| 12 квітня                            | Баффало                              | 3                                    | 1                                    | Піттсбург                            |                                      |                                      |
| 14 квітня                            | Піттсбург                            | 4                                    | 3                                    | Баффало                              | OT                                   |                                      |
| Піттсбург виграв серію 2:1.          |                                      |                                      |                                      |                                      |                                      |                                      |

### Чвертьфінали
| Нью-Йорк Айлендерс та Чикаго Блек Гокс | Нью-Йорк Айлендерс та Чикаго Блек Гокс | Нью-Йорк Айлендерс та Чикаго Блек Гокс | Нью-Йорк Айлендерс та Чикаго Блек Гокс | Нью-Йорк Айлендерс та Чикаго Блек Гокс | Нью-Йорк Айлендерс та Чикаго Блек Гокс | Нью-Йорк Айлендерс та Чикаго Блек Гокс |
| Дата                                   | Господарі                              | Господарі                              | Гості                                  | Гості                                  | Примітки                               |                                        |
| -------------------------------------- | -------------------------------------- | -------------------------------------- | -------------------------------------- | -------------------------------------- | -------------------------------------- | -------------------------------------- |
| 16 квітня                              | Чикаго                                 | 2                                      | 6                                      | Н-Й Айлендерс                          |                                        |                                        |
| 18 квітня                              | Чикаго                                 | 0                                      | 1                                      | Н-Й Айлендерс                          | OT                                     |                                        |
| 20 квітня                              | Н-Й Айлендерс                          | 4                                      | 0                                      | Чикаго                                 |                                        |                                        |
| 22 квітня                              | Н-Й Айлендерс                          | 3                                      | 1                                      | Чикаго                                 |                                        |                                        |
| НЙ Айлендерс виграв серію 4:0.         |                                        |                                        |                                        |                                        |                                        |                                        |

| Монреаль Канадієнс та Торонто Мейпл-Ліфс | Монреаль Канадієнс та Торонто Мейпл-Ліфс | Монреаль Канадієнс та Торонто Мейпл-Ліфс | Монреаль Канадієнс та Торонто Мейпл-Ліфс | Монреаль Канадієнс та Торонто Мейпл-Ліфс | Монреаль Канадієнс та Торонто Мейпл-Ліфс | Монреаль Канадієнс та Торонто Мейпл-Ліфс |
| Дата                                     | Господарі                                | Господарі                                | Гості                                    | Гості                                    | Примітки                                 |                                          |
| ---------------------------------------- | ---------------------------------------- | ---------------------------------------- | ---------------------------------------- | ---------------------------------------- | ---------------------------------------- | ---------------------------------------- |
| 16 квітня                                | Торонто                                  | 2                                        | 5                                        | Монреаль                                 |                                          |                                          |
| 18 квітня                                | Торонто                                  | 1                                        | 5                                        | Монреаль                                 |                                          |                                          |
| 21 квітня                                | Монреаль                                 | 3                                        | 1                                        | Торонто                                  | 2OT                                      |                                          |
| 22 квітня                                | Монреаль                                 | 4                                        | 1                                        | Торонто                                  | OT                                       |                                          |
| Монреаль виграв серію 4:0.               |                                          |                                          |                                          |                                          |                                          |                                          |

| Бостон Брюїнс та Піттсбург Пінгвінс | Бостон Брюїнс та Піттсбург Пінгвінс | Бостон Брюїнс та Піттсбург Пінгвінс | Бостон Брюїнс та Піттсбург Пінгвінс | Бостон Брюїнс та Піттсбург Пінгвінс | Бостон Брюїнс та Піттсбург Пінгвінс | Бостон Брюїнс та Піттсбург Пінгвінс |
| Дата                                | Господарі                           | Господарі                           | Гості                               | Гості                               | Примітки                            |                                     |
| ----------------------------------- | ----------------------------------- | ----------------------------------- | ----------------------------------- | ----------------------------------- | ----------------------------------- | ----------------------------------- |
| 16 квітня                           | Піттсбург                           | 2                                   | 6                                   | Бостон                              |                                     |                                     |
| 18 квітня                           | Піттсбург                           | 3                                   | 4                                   | Бостон                              |                                     |                                     |
| 21 квітня                           | Бостон                              | 2                                   | 1                                   | Піттсбург                           |                                     |                                     |
| 22 квітня                           | Бостон                              | 4                                   | 1                                   | Піттсбург                           |                                     |                                     |
| Бостон виграв серію 4:0.            |                                     |                                     |                                     |                                     |                                     |                                     |

| Філадельфія Флайєрс та Нью-Йорк Рейнджерс | Філадельфія Флайєрс та Нью-Йорк Рейнджерс | Філадельфія Флайєрс та Нью-Йорк Рейнджерс | Філадельфія Флайєрс та Нью-Йорк Рейнджерс | Філадельфія Флайєрс та Нью-Йорк Рейнджерс | Філадельфія Флайєрс та Нью-Йорк Рейнджерс | Філадельфія Флайєрс та Нью-Йорк Рейнджерс |
| Дата                                      | Господарі                                 | Господарі                                 | Гості                                     | Гості                                     | Примітки                                  |                                           |
| ----------------------------------------- | ----------------------------------------- | ----------------------------------------- | ----------------------------------------- | ----------------------------------------- | ----------------------------------------- | ----------------------------------------- |
| 16 квітня                                 | Н-Й Рейнджерс                             | 2                                         | 3                                         | Філадельфія                               |                                           |                                           |
| 18 квітня                                 | Н-Й Рейнджерс                             | 7                                         | 1                                         | Філадельфія                               |                                           |                                           |
| 20 квітня                                 | Філадельфія                               | 1                                         | 5                                         | Н-Й Рейнджерс                             |                                           |                                           |
| 22 квітня                                 | Філадельфія                               | 0                                         | 6                                         | Н-Й Рейнджерс                             |                                           |                                           |
| 24 квітня                                 | Н-Й Рейнджерс                             | 8                                         | 3                                         | Філадельфія                               |                                           |                                           |
| Н-Й Рейнджерс виграв серію 4:1.           |                                           |                                           |                                           |                                           |                                           |                                           |

### Півфінали
| Нью-Йорк Айлендерс та Нью-Йорк Рейнджерс | Нью-Йорк Айлендерс та Нью-Йорк Рейнджерс | Нью-Йорк Айлендерс та Нью-Йорк Рейнджерс | Нью-Йорк Айлендерс та Нью-Йорк Рейнджерс | Нью-Йорк Айлендерс та Нью-Йорк Рейнджерс | Нью-Йорк Айлендерс та Нью-Йорк Рейнджерс | Нью-Йорк Айлендерс та Нью-Йорк Рейнджерс |
| Дата                                     | Господарі                                | Господарі                                | Гості                                    | Гості                                    | Примітки                                 |                                          |
| ---------------------------------------- | ---------------------------------------- | ---------------------------------------- | ---------------------------------------- | ---------------------------------------- | ---------------------------------------- | ---------------------------------------- |
| 26 квітня                                | Н-Й Рейнджерс                            | 4                                        | 1                                        | Н-Й Айлендерс                            |                                          |                                          |
| 28 квітня                                | Н-Й Рейнджерс                            | 3                                        | 4                                        | Н-Й Айлендерс                            | OT                                       |                                          |
| 1 травня                                 | Н-Й Айлендерс                            | 1                                        | 3                                        | Н-Й Рейнджерс                            |                                          |                                          |
| 3 травня                                 | Н-Й Айлендерс                            | 3                                        | 2                                        | Н-Й Рейнджерс                            | OT                                       |                                          |
| 5 травня                                 | Н-Й Рейнджерс                            | 4                                        | 3                                        | Н-Й Айлендерс                            |                                          |                                          |
| 8 травня                                 | Н-Й Айлендерс                            | 1                                        | 2                                        | Н-Й Рейнджерс                            |                                          |                                          |
| Н-Й Рейнджерс виграв серію 4:2.          |                                          |                                          |                                          |                                          |                                          |                                          |

| Монреаль Канадієнс та Бостон Брюїнс | Монреаль Канадієнс та Бостон Брюїнс | Монреаль Канадієнс та Бостон Брюїнс | Монреаль Канадієнс та Бостон Брюїнс | Монреаль Канадієнс та Бостон Брюїнс | Монреаль Канадієнс та Бостон Брюїнс | Монреаль Канадієнс та Бостон Брюїнс |
| Дата                                | Господарі                           | Господарі                           | Гості                               | Гості                               | Примітки                            |                                     |
| ----------------------------------- | ----------------------------------- | ----------------------------------- | ----------------------------------- | ----------------------------------- | ----------------------------------- | ----------------------------------- |
| 26 квітня                           | Бостон                              | 2                                   | 4                                   | Монреаль                            |                                     |                                     |
| 28 квітня                           | Бостон                              | 2                                   | 5                                   | Монреаль                            |                                     |                                     |
| 1 травня                            | Монреаль                            | 1                                   | 2                                   | Бостон                              |                                     |                                     |
| 3 травня                            | Монреаль                            | 3                                   | 4                                   | Бостон                              | OT                                  |                                     |
| 5 травня                            | Бостон                              | 1                                   | 5                                   | Монреаль                            |                                     |                                     |
| 8 травня                            | Монреаль                            | 2                                   | 5                                   | Бостон                              |                                     |                                     |
| 10 травня                           | Бостон                              | 4                                   | 5                                   | Монреаль                            | OT                                  |                                     |
| Монреаль виграв серію 4:3.          |                                     |                                     |                                     |                                     |                                     |                                     |

### Фінал Кубка Стенлі
| Монреаль Канадієнс / Нью-Йорк Рейнджерс    | Монреаль Канадієнс / Нью-Йорк Рейнджерс | Монреаль Канадієнс / Нью-Йорк Рейнджерс | Монреаль Канадієнс / Нью-Йорк Рейнджерс | Монреаль Канадієнс / Нью-Йорк Рейнджерс | Монреаль Канадієнс / Нью-Йорк Рейнджерс | Монреаль Канадієнс / Нью-Йорк Рейнджерс |
| Дата                                       | Господарі                               | Господарі                               | Гості                                   | Гості                                   | Примітки                                |                                         |
| ------------------------------------------ | --------------------------------------- | --------------------------------------- | --------------------------------------- | --------------------------------------- | --------------------------------------- | --------------------------------------- |
| 13 травня                                  | Н-Й Рейнджерс                           | 4                                       | 1                                       | Монреаль                                |                                         |                                         |
| 15 травня                                  | Н-Й Рейнджерс                           | 2                                       | 6                                       | Монреаль                                |                                         |                                         |
| 17 травня                                  | Монреаль                                | 4                                       | 1                                       | Н-Й Рейнджерс                           |                                         |                                         |
| 19 травня                                  | Монреаль                                | 4                                       | 3                                       | Н-Й Рейнджерс                           | OT                                      |                                         |
| 21 травня                                  | Н-Й Рейнджерс                           | 1                                       | 4                                       | Монреаль                                |                                         |                                         |
| Монреаль виграв серію 4:1 та Кубок Стенлі. |                                         |                                         |                                         |                                         |                                         |                                         |

### Найкращі бомбардири плей-оф
| Гравець   | Клуб     | І  | Г  | П  | О  |
| --------- | -------- | -- | -- | -- | -- |
| Жак Лемер | Монреаль | 16 | 11 | 12 | 23 |
| Гі Лафлер | Монреаль | 16 | 10 | 13 | 23 |

## Призи та нагороди сезону
| Нагороди                 | Гравець                  | Команда       |
| ------------------------ | ------------------------ | ------------- |
| Пам'ятний трофей Колдера | Боббі Сміт               | Міннесота     |
| Нагорода Теда Ліндсея    | Марсель Діонн            | Лос-Анджелес  |
| Трофей Арта Росса        | Браян Троттьє            | Н-Й Айлендерс |
| Пам'ятний трофей Гарта   | Браян Троттьє            | Н-Й Айлендерс |
| Трофей Конна Смайта      | Боб Гейні                | Монреаль      |
| Приз Білла Мастерсона    | Серж Савар               | Монреаль      |
| Приз Франка Селке        | Боб Гейні                | Монреаль      |
| Нагорода Джека Адамса    | Ел Арбор                 | Н-Й Айлендерс |
| Приз Джеймса Норріса     | Деніс Потвін             | Н-Й Айлендерс |
| Приз Леді Бінг           | Боб Мак-Міллан           | Атланта       |
| Трофей Лестера Патріка   | Боббі Орр                | Боббі Орр     |
| Трофей Везини            | Кен Драйден Мішель Ларок | Монреаль      |
| Нагорода Плюс-Мінус      | Браян Троттьє            | Н-Й Айлендерс |

| Нагорода                  | Клуб               |
| ------------------------- | ------------------ |
| Приз Кларенса С. Кемпбела | Нью-Йорк Айлендерс |
| Приз принца Уельського    | Монреаль Канадієнс |
| Кубок Стенлі              | Монреаль Канадієнс |

## Команда всіх зірок
| Перша команда                      | Позиція              | Друга команда                      |
| ---------------------------------- | -------------------- | ---------------------------------- |
| Кен Драйден, Монреаль Канадієнс    | Воротар              | Гленн Реш, Нью-Йорк Айлендерс      |
| Деніс Потвін, Нью-Йорк Айлендерс   | Захисник             | Бер'є Сальмінг, Торонто Мейпл-Ліфс |
| Ларрі Робінсон, Монреаль Канадієнс | Захисник             | Серж Савар, Монреаль Канадієнс     |
| Браян Троттьє, Нью-Йорк Айлендерс  | Центральний нападник | Марсель Діонн, Лос-Анджелес Кінгс  |
| Гі Лафлер, Монреаль Канадієнс      | Правий нападник      | Майк Боссі, Нью-Йорк Айлендерс     |
| Кларк Джилліс, Нью-Йорк Айлендерс  | Лівий нападник       | Білл Барбер, Філадельфія Флайєрс   |